# Monheim am Rhein
Monheim am Rhein är en stad i den tyska delstaten Nordrhein-Westfalen, och är belägen vid floden Rhens östra sida, mellan Düsseldorf i norr och Köln i söder. På motsatt sida av floden ligger Dormagen. Staden har cirka 44 000 invånare och ingår i storstadsområdet Rheinschiene.

## Historia
Monheim har cirka 850 års nedtecknad historia. Den dokumenterades första gången 1150 som en fiskarby i Grafschaft (grevskap) Berg. Det blev administrativt centrum för de omgivande byarna (inklusive många av byarna som nu bildar Düsseldorf) 1363, och stannade i den positionen tills Napoleon bildade Rhenförbundet 1806. Monheim, Baumberg och Hitdorf slogs sedan samman till ett kommunalt bolag. Monheim fick stadsstatus 1960, tio år efter att den slutligen införlivade grannbyarna Baumberg och Hitdorf. I slutet av 1974 införlivades Monheim av Düsseldorf som en del av en stor kommunal bolagsreform. Efter ett framgångsrikt överklagande till den statliga författningsdomstolen för Nordrhein-Westfalen i Münster, återfick staden sin självständighet den 1 juli 1976, men förlorade Hitdorf till Leverkusen. Sedan 1994 har det officiella stadsnamnet varit Monheim am Rhein.

## Sevärdheter

### Schelmenturm
Den 26 meter höga landmärket i Monheim är ett torn från tidigt 1400-tal, som var en del av den tidigare befästningen som byggdes av Grafen von Berg. Sedan 1972 har tornet omorganiserats och används även som en kulturell mötesplats.

### Deusserhaus
Deussers herrgård, byggd omkring 1848, är idag museet för Heimatbund (hembygdsföreningen) Monheim e.V.. 

### Haus Bürgel
Detta hus ligger på gränsen mellan Baumberg och Düsseldorf i ett landskapsskyddsområde som kallas Urdenbacher Kämpe, en flodslätt vid Rhen. Den tidigaste källan från 1019 uppger att "Castrum i Burgela" byggdes på 300-talet som en del av det romerska försvaret mot frankerna på Rhens vänstra strand. På 1300-talet ändrade den brett slingrande floden sin bädd efter en översvämning, så att Haus Bürgel faktiskt ligger på högra stranden av Rhen idag. Vissa rester av de romerska murarna är fortfarande synliga, även om platsen förvandlades till en större frankisk herrgård. De senaste åren har den använts som museum och biologisk-miljöforsknings- och informationsstation.

### Gänselieselbrunnen
Fontänen som lokalt kallas Gänselieselbrunnen ligger bredvid rådhuset i Monheim am Rhein.

### Friedenskirche
Friedenskirche (Fredskyrkan) är en protestantisk kyrka i Monheim-Baumberg, byggd från 1968 till 1974 enligt Walter Maria Förderers planer och ett enastående exempel på brutalism i Rhenlandet.

### Franz Boehms minnesmärke
Den katolske prästen Franz Boehm var en motståndskämpe mot nazistregimen som dog 1945 i koncentrationslägret Dachau. En bronsbyst i naturlig storlek restes till hans ära 2020 för att markera hans 140-årsdag. Bakom bysten i naturlig storlek finns två rutor som vardera mäter 4,2 meter gånger 2,25 meter, som designades av Thomas Kesseler med hjälp av silkscreenteknik.